# Románia a 2002. évi téli olimpiai játékokon
Románia az egyesült államokbeli Salt Lake Cityben megrendezett 2002. évi téli olimpiai játékok egyik részt vevő nemzete volt. Az országot az olimpián 8 sportágban 21 sportoló képviselte, akik érmet nem szereztek.

## Alpesisí
Női
| Versenyző          | Versenyszám            | 1. futam | 1. futam | 2. futam | 2. futam | Összesítés | Összesítés |
| Versenyző          | Versenyszám            | Idő      | Hely.    | Idő      | Hely.    | Idő        | Helyezés   |
| ------------------ | ---------------------- | -------- | -------- | -------- | -------- | ---------- | ---------- |
| Alexandra Munteanu | Lesiklás               |          |          |          |          | 1:46,29    | 33.        |
| Alexandra Munteanu | Óriás-műlesiklás       | 1:22,20  | 48.      | 1:20,00  | 40.      | 2:42,20    | 41.        |
| Alexandra Munteanu | Szuperóriás-műlesiklás |          |          |          |          | 1:17,84    | 29.*       |

| Versenyző          | Versenyszám | Műlesiklás | Műlesiklás | Műlesiklás | Műlesiklás | Műlesiklás | Műlesiklás | Lesiklás | Lesiklás | Összesítés | Összesítés |
| Versenyző          | Versenyszám | 1. futam   | 1. futam   | 2. futam   | 2. futam   | Össz.      | Össz.      | Lesiklás | Lesiklás | Összesítés | Összesítés |
| Versenyző          | Versenyszám | Idő        | Hely.      | Idő        | Hely.      | Idő        | Hely.      | Idő      | Hely.    | Idő        | Helyezés   |
| ------------------ | ----------- | ---------- | ---------- | ---------- | ---------- | ---------- | ---------- | -------- | -------- | ---------- | ---------- |
| Alexandra Munteanu | Összetett   | 50,77      | 25.        | 48,23      | 26.        | 1:39,00    | 25.        | 1:19,53  | 22.      | 2:58,53    | 22.        |

* - egy másik versenyzővel azonos eredményt ért el

## Biatlon
Férfi
| Versenyző   | Versenyszám           | Lövőhiba    | Időeredmény | Helyezés |
| ----------- | --------------------- | ----------- | ----------- | -------- |
| Marian Blaj | 10 km sprint          | 1 (1+0)     | 27:25,5     | 42.      |
| Marian Blaj | 12,5 km üldözőverseny | 6 (2+2+1+1) | 39:31,2     | 55.      |
| Marian Blaj | 20 km egyéni          | 3 (1+1+0+1) | 57:36,8     | 51.      |

Női
| Versenyző             | Versenyszám         | Lövőhiba      | Időeredmény | Helyezés   |
| --------------------- | ------------------- | ------------- | ----------- | ---------- |
| Dana Plotogea-Cojocea | 7,5 km sprint       | 1 (0+1)       | 24:17,3     | 55.        |
| Dana Plotogea-Cojocea | 10 km üldözőverseny | 5 (2+0+3+ – ) | lekörözték  | lekörözték |
| Dana Plotogea-Cojocea | 15 km egyéni        | 5 (2+1+0+2)   | 57:37,0     | 61.        |
| Alexandra Rusu-Stoian | 7,5 km sprint       | 6 (3+3)       | 27:20,0     | 72.        |
| Tófalvi Éva           | 7,5 km sprint       | 3 (2+1)       | 24:43,7     | 61.        |
| Tófalvi Éva           | 15 km egyéni        | 3 (2+0+1+0)   | 54:36,7     | 52.        |

## Bob
Férfi
| Versenyző                                                         | Versenyszám | 1. futam | 1. futam | 2. futam | 2. futam | 3. futam | 3. futam | 4. futam | 4. futam | Összesítés | Összesítés |
| Versenyző                                                         | Versenyszám | Idő      | Hely.    | Idő      | Hely.    | Idő      | Hely.    | Idő      | Hely.    | Idő        | Helyezés   |
| ----------------------------------------------------------------- | ----------- | -------- | -------- | -------- | -------- | -------- | -------- | -------- | -------- | ---------- | ---------- |
| Adrian Duminicel Florian Enache                                   | Kettes      | 48,52    | 26.      | 48,51    | 24.      | 48,65    | 25.      | 48,75    | 26.      | 3:14,43    | 25.        |
| Florian Enache Adrian Duminicel Iulian Păcioianu Teodor Demetriad | Négyes      | 47,59    | 22.      | 47,66    | 23.      | 48,19    | 22.      | 48,22    | 20.      | 3:11,66    | 21.        |

Női
| Versenyző                   | Versenyszám | 1. futam | 1. futam | 2. futam | 2. futam | Összesítés | Összesítés |
| Versenyző                   | Versenyszám | Idő      | Hely.    | Idő      | Hely.    | Idő        | Helyezés   |
| --------------------------- | ----------- | -------- | -------- | -------- | -------- | ---------- | ---------- |
| Kovács Erika Maria Spirescu | Kettes      | 50,12    | 14.      | 50,62    | 15.      | 1:40,74    | 15.        |

## Gyorskorcsolya
Női
| Versenyző      | Versenyszám | Eredmény | Helyezés |
| -------------- | ----------- | -------- | -------- |
| Jakab Andrea   | 1000 m      | 1:19,60  | 34.      |
| Jakab Andrea   | 1500 m      | 2:02,23  | 31.      |
| Jakab Andrea   | 3000 m      | 4:17,03  | 24.      |
| Daniela Oltean | 1500 m      | 2:04,48  | 36.      |
| Daniela Oltean | 3000 m      | 4:21,73  | 29.      |

## Műkorcsolya
| Versenyző       | Versenyszám  | Rövid program     | Rövid program | Rövid program | Kűr               | Kűr   | Kűr         | Összesítés         | Összesítés |
| Versenyző       | Versenyszám  | Több. hely. száma | Hely.         | Hely. pont.   | Több. hely. száma | Hely. | Hely. pont. | Helyezési pontszám | Helyezés   |
| --------------- | ------------ | ----------------- | ------------- | ------------- | ----------------- | ----- | ----------- | ------------------ | ---------- |
| Gheorghe Chiper | Férfi egyéni | 7×23+             | 23.           | 11,5          | 5×20+             | 21.   | 21,0        | 32,5               | 23.        |
| Roxana Luca     | Női egyéni   | 6×23+             | 24.           | 12,0          | 9×23+             | 23.   | 23,0        | 35,0               | 23.        |

## Rövidpályás gyorskorcsolya
Női
| Versenyző      | Versenyszám | Előfutam | Előfutam | Negyeddöntő | Negyeddöntő | Elődöntő | Elődöntő | B döntő | B döntő | Döntő   | Döntő   | Helyezés |
| Versenyző      | Versenyszám | Idő      | Hely.    | Idő         | Hely.       | Idő      | Hely.    | Idő     | Hely.   | Idő     | Hely.   | Helyezés |
| -------------- | ----------- | -------- | -------- | ----------- | ----------- | -------- | -------- | ------- | ------- | ------- | ------- | -------- |
| Kristó Katalin | 500 m       | 46,956   | 3.       | kiesett     | kiesett     | kiesett  | kiesett  | kiesett | kiesett | kiesett | kiesett | 22.      |
| Kristó Katalin | 1000 m      | 1:42,276 | 3.       | kiesett     | kiesett     | kiesett  | kiesett  | kiesett | kiesett | kiesett | kiesett | 20.      |
| Kristó Katalin | 1500 m      | 2:28,709 | 4.       |             |             | kiesett  | kiesett  | kiesett | kiesett | kiesett | kiesett | 17.      |

## Sífutás
Férfi
| Versenyző   | Versenyszám | Selejtező | Selejtező | Negyeddöntő | Negyeddöntő | Elődöntő | Elődöntő | B döntő | B döntő | Döntő     | Döntő    |
| Versenyző   | Versenyszám | Idő       | Hely.     | Idő         | Hely.       | Idő      | Hely.    | Idő     | Hely.   | Idő       | Helyezés |
| ----------- | ----------- | --------- | --------- | ----------- | ----------- | -------- | -------- | ------- | ------- | --------- | -------- |
| Antal Zsolt | Sprint      | 3:05,24   | 46.       | kiesett     | kiesett     | kiesett  | kiesett  | kiesett | kiesett | kiesett   | 45.      |
| Antal Zsolt | 30 km       |           |           |             |             |          |          |         |         | 1:14:47,1 | 26.      |

| Versenyző   | Versenyszám              | 10 km klasszikus | 10 km klasszikus | 10 km szabad | 10 km szabad | Helyezés |
| Versenyző   | Versenyszám              | Idő              | Hely.            | Időhátrány   | Idő          | Helyezés |
| ----------- | ------------------------ | ---------------- | ---------------- | ------------ | ------------ | -------- |
| Antal Zsolt | 10 + 10 km üldözőverseny | 29:13,0          | 59.              | kiesett      | kiesett      | kiesett  |

## Szánkó
| Versenyző                           | Versenyszám | 1. futam | 1. futam | 2. futam | 2. futam | 3. futam | 3. futam | 4. futam | 4. futam | Összesítés | Összesítés |
| Versenyző                           | Versenyszám | Idő      | Hely.    | Idő      | Hely.    | Idő      | Hely.    | Idő      | Hely.    | Idő        | Helyezés   |
| ----------------------------------- | ----------- | -------- | -------- | -------- | -------- | -------- | -------- | -------- | -------- | ---------- | ---------- |
| Eugen Radu                          | Férfi egyes | 56,608   | 49.      | 46,096   | 32.      | 46,299   | 36.      | 46,324   | 34.      | 3:15,327   | 44.        |
| Ion Cristian Stanciu                | Férfi egyes | 46,176   | 32.      | 46,203   | 34.      | 46,080   | 34.      | 46,155   | 31.      | 3:04,614   | 32.        |
| Marian Tican                        | Férfi egyes | 46,486   | 35.      | 46,346   | 36.      | 46,115   | 35.      | 46,352   | 35.      | 3:05,299   | 34.        |
| Eugen Radu Marian Tican             | Kettes      | 43,901   | 15.      | 43,945   | 16.      |          |          |          |          | 1:27,846   | 15.        |
| Ion Cristian Stanciu Robert Taleanu | Kettes      | 43,977   | 16.      | 43,979   | 17.      |          |          |          |          | 1:27,956   | 16.        |